# Marcela Mišúnová
Marcela Mišúnová es una deportista eslovaca que compitió para Checoslovaquia en esquí alpino adaptado. Ganó tres medallas en los Juegos Paralímpicos de Invierno en los años 1992 y 1994.

## Palmarés internacional
| Representando a Checoslovaquia |                       |                   |                        |
| Juegos Paralímpicos            |                       |                   |                        |
| Año                            | Lugar                 | Medalla           | Prueba                 |
| 1992                           | Albertville (Francia) | Medalla de plata  | Supergigante LW5/7,6/8 |
| 1992                           | Albertville (Francia) | Medalla de bronce | Eslalon LW5/7,6/8      |
| Representando a Eslovaquia     |                       |                   |                        |
| Juegos Paralímpicos            |                       |                   |                        |
| Año                            | Lugar                 | Medalla           | Prueba                 |
| 1994                           | Lillehammer (Noruega) | Medalla de bronce | Eslalon LW6/8          |